# Текате (муниципалитет)
Текате (исп. Tecate) — муниципалитет в Мексике, штат Нижняя Калифорния, с административным центром в одноимённом городе. Численность населения, по данным переписи 2020 года, составила 108 440 человек.

## Общие сведения
Происхождение названия Tecate точно не исследовано, но известно, что оно происходит от коренных народов. Предполагается, что оно может означать: срезанный камень или срезанное дерево.
Площадь муниципалитета равна 2687 км², что составляет 3,75 % от площади штата, а наивысшая точка — 1466 метров, расположена в поселении Санта-Алисия.
Он граничит с другими муниципалитетами Нижней Калифорнии: на востоке с Мехикали, на юге с Энсенадой, на западе с Тихуаной, а на севере проходит государственная граница с Соединёнными штатами Америки.

## Учреждение и состав
Муниципалитет был учреждён 16 января 1952 года, при формировании штата Нижняя Калифорния, но был сформирован только к 1 марта 1954 года, в его состав входит 616 населённых пунктов, самые крупные из которых:
| Код INEGI | Населённый пункт                                                                                   | Численность населения (2005 год) | Численность населения (2010 год) | Численность населения (2020 год) |
| --------- | -------------------------------------------------------------------------------------------------- | -------------------------------- | -------------------------------- | -------------------------------- |
| 003       | Всего                                                                                              | 91034                            | 101079                           | 108440                           |
| 0001      | Текате (исп. Tecate) 32°34′22″ с. ш. 116°37′36″ з. д. (административный центр)                     | 59124                            | 64764                            | 81059                            |
| 1573      | Ломас-де-Санта-Анита (исп. Lomas de Santa Anita) 32°32′34″ с. ш. 116°39′05″ з. д.                  | 6877                             | 6604                             | Вошёл в состав города Текате     |
| 0340      | Нуэва-Колония-Инду (исп. Nueva Colonia Hindú) 32°29′07″ с. ш. 116°34′39″ з. д.                     | 4018                             | 4431                             | 5254                             |
| 1569      | Сересо-дель-Онго (тюрьма) (исп. Cereso del Hongo) 32°29′03″ с. ш. 116°15′02″ з. д.                 | 3109                             | 4278                             | 4679                             |
| 1603      | Асьенда-Текате (исп. Hacienda Tecate) 32°33′50″ с. ш. 116°31′27″ з. д.                             | 855                              | 1871                             | 2572                             |
| 0155      | Луис-Эчеверрия-Альварес (исп. Luis Echeverría Álvarez (El Hongo)) 32°30′35″ с. ш. 116°18′22″ з. д. | 2235                             | 2411                             | 2459                             |
| 0139      | Валье-де-лас-Пальмас (исп. Valle de las Palmas) 32°22′13″ с. ш. 116°37′02″ з. д.                   | 1797                             | 1860                             | 1685                             |
| 0107      | Ла-Румороса (исп. La Rumorosa) 32°32′29″ с. ш. 116°02′54″ з. д.                                    | 1615                             | 1836                             | 1677                             |
| —         | Прочие                                                                                             | 11404                            | 13024                            | 9055                             |

## Экономическая деятельность
По статистическим данным 2000 года, работоспособное население занято по секторам экономики в следующих пропорциях:
- сельское хозяйство, скотоводство и рыбная ловля — 4 %;
- промышленность и строительство — 49 %;
- торговля, сферы услуг и туризма — 42 %;
- безработные — 5 %.

## Инфраструктура
По статистическим данным 2010 года, инфраструктура развита следующим образом:
- электрификация: 96,6 %;
- водоснабжение: 88,4 %;
- водоотведение: 92,6 %.

## Туризм
В муниципалитете существует множество архитектурных достопримечательностей начала и середины XX века, а также несколько археологических находок и наскальных рисунков.